# NGC 2865
NGC 2865 é uma galáxia elíptica (E3) localizada na direcção da constelação de Hydra. Possui uma declinação de -23° 09' 41" e uma ascensão recta de 9 horas, 23 minutos e 30,2 segundos.
A galáxia NGC 2865 foi descoberta em 23 de Janeiro de 1835 por John Herschel.